# 阿斯顿·马丁
阿斯顿·马丁·拉宫达有限公司（英語：Aston Martin Lagonda Limited），簡稱阿斯顿·马丁，是一家英国的豪华跑车及大型旅行車製造商。該公司在1913年以班福德和馬丁有限公司（英語：Bamford & Martin Ltd.）之名由Lionel Martin與Robert Bamford創立。 1915年，第一輛品牌名稱為阿斯顿·马丁（英語：Aston-Martin）的汽車組裝完成。該品牌聲稱其專製可行駛於一般道路上的賽車，並因此積極參與賽車活動。直到第二次世界大戰，該公司僅有製成幾百輛阿斯顿·马丁。
1947年，英國企業家大衛·布朗接手該公司。在某些車款名稱中仍可見其縮寫“DB”。在其經營之下，公司於賽車賽事上獲得積分，車款設定策略亦告成功；但是，由於財務問題，布朗不得不於1972年出售公司。1987年，福特取得其75%股權，並於1994年將其完全收購。
直到1990年代中期其創建80周年時，該公司只生產了約1萬6千輛汽車。其中知名者有出現於詹姆士龐德系列電影1964年作品《金手指》中的DB5模型，這輛汽車被視為英國文化的象徵標誌。
2007年3月，福特售出其大部分持股予一個由英國賽車公司Prodrive所領導的財團，該公司之領導者為其首席執行官David Richards。2012年12月，義大利私募股權基金Investindustrial簽署合約取得其37.5%股權。該公司透過增資投資1.5億英鎊。

## 沿革

### 成立至二戰
1913年，Lionel Martin與Robert Bamford創立Bamford＆Martin有限公司。 第一輛名為“阿斯顿·马丁”的汽車是由Martin在一輛1908年製的Isotta-Fraschini之底盤安裝一個由Coventry-Simplex所生產的四缸發動機組裝而成。由于一战爆发，英國政府開始徵兵，Lionel Martin入海军服役，Robert Bamford入陆军服役，公司就此停产。
一战后，公司重组并重新使用“阿斯顿·马丁”的品牌设计了一款新车。1920年，班姆福德离开公司。1922年开始生产跑车，并创造了多项速度纪录。不过，由于经营管理上的多种原因，该公司于1924年、1925年两次破产，并最终随着马丁的离开于1926年关闭。同年底，几位投资者接管公司，将其重组为“阿斯顿·马丁汽车公司”，并于1929年推出一款Aston Martin International 跑车。可惜好景不长，1932年，公司再次出现财政危机。1936年，公司决定将精力放在普通汽车的研制上，但是产量一直不高。在第二次世界大战之前，公司仅生产了约700辆汽车。

### 大衛布朗時期
1947年，大卫·布朗公司收购了阿斯顿·马丁公司，该公司的主管大卫·布朗，被称为“战后的救世主”。大卫·布朗还整合了拉宫达公司，与阿斯顿·马丁一起使用相同的技术资源和平台。1950年代，阿斯顿·马丁开始生产其里程碑式的经典车型DB系列跑车，包括1950年的DB2、1957年的DB3、1958年的DB4、1963年的DB5、1965-1970年的DB6和1967-1972年的DBS及DBS V8等车型。
虽然车型大受欢迎，公司却时常陷入财务困境中。

### 崢嶸歲月
1972年，阿斯顿·马丁公司被伯明翰的一家公司买下，并于1975年再次被出售给北美商人彼得·布拉格和乔治·敏顿。新公司随后于1977及78年推出了V8 Vantage和Volante车型，1980年推出Bulldog系列。同年，阿斯顿·马丁收购MG汽车公司，开始生产小型运动跑车。

### 併入福特
1987年，福特汽车购得阿斯顿·马丁75%的股份，并逐渐完全掌控了该公司。1988年，在20年内售出5,000辆后，公司废弃了老款V8的生产，研发了新型的Virage系列汽车。1992年，该车型的Vantage版本上市，随后，随着新款DB7车型的问世，DB系列也开始了新的时代。
1993年福特汽车最终控股阿斯顿·马丁，将其配置于首席汽车集团中。福特公司投入大笔资金于1994年在英国创建了新工厂。1995年，阿斯顿·马丁创纪录性的生产了700辆汽车。1998年，第2000辆DB7诞生；2002年时达6,000辆，比过去生产的DB系列的总和还多。1999年，DB7系列的新成员V12 Vantage问世，并于2001年推出V12 Vanquish的版本。
2003年对阿斯顿·马丁公司来说是重要的一年，在美国密歇根州的底特律举办的北美国际汽车展上，阿斯顿·马丁发布了新款的V8 Vantage概念车，该车重新引入了经典的V8引擎，使公司的市场竞争力大大增强。同一年，位于英国戈顿的新工厂成立，成为阿斯顿·马丁历史上第一个专业工厂。还是在这一年，DB9车型面世，取代了十年之久的DB7车型。DB9的敞篷版Volante于2004年的底特律车展中发布。2006年，V8 Vantage投入生产。同样还是这一年的12月，阿斯顿·马丁宣布将于2005年重新生产赛车车型。

### 出售
2007年，英國的賽車大廠Prodrive老板大卫·理查兹领衔的投资者以4.75亿英镑（约8.48亿美元）的价格从福特手中购得阿斯顿·马丁，英国车厂再次成为私人公司，不过福特仍保留价值约4千万英镑的股份。
2014年，日产的执行副总裁安迪·帕尔默被任命为公司的首席执行官和主席。

### 2018年至今：于伦敦证券交易所上市
在“完成对这家曾长期亏损的公司的转型后，其估值可能达到50億英鎊（約64億美元）”，并宣布全年税前利润达8,700万英镑（相较2016年的1.63亿英镑亏损大幅改善）后，阿斯顿·马丁于2018年8月宣布计划以阿斯顿·马丁拉共达全球控股有限公司（Aston Martin Lagonda Global Holdings plc）名义在伦敦证券交易所上市。 公司于2018年10月3日在伦敦证券交易所完成首次公开募股（IPO）。 同年，阿斯顿·马丁在银石赛道的斯托赛道（Stowe Circuit）开设了新的车辆动态测试与研发中心，并在伦敦设立新总部。
2019年6月，公司在圣阿森（St Athan）新建的占地90-英畝（36-公頃）的工厂投产首款SUV车型DBX。 该工厂于2019年12月6日正式竣工，预计2020年第二季度全面投产后将雇佣约600人，产能达峰时增至750人。
2020年1月31日，加拿大亿万富翁兼投资者劳伦斯·斯特罗尔（Lawrence Stroll）领衔的Yew Tree Overseas Limited财团宣布以1.82億英鎊收购公司16.7%的股份。重组计划包括通过新股发行注资3.18億英鎊，总计为公司筹集5億英鎊。 斯特罗尔将接替彭妮·休斯（Penny Hughes）出任董事长。 瑞士制药巨头埃内斯托·贝尔塔雷利（Ernesto Bertarelli）和梅赛德斯-AMG领队兼CEO托托·沃尔夫（Toto Wolff）也加入财团，分别收购3.4%和4.8%的股份。 2020年3月，斯特罗尔将持股比例增至25%。
2020年5月26日，阿斯顿·马丁宣布安迪·帕尔默（Andy Palmer）卸任CEO，由梅赛德斯-AMG的托比亚斯·莫尔斯（Tobias Moers）于8月1日接任，基思·斯坦顿（Keith Stanton）担任临时首席运营官。 2020年6月，因COVID-19疫情导致销量下滑，公司裁员500人。
2021年3月，执行董事长斯特羅尔宣布计划于2025年推出电动车。 2022年5月，阿斯顿·马丁任命76岁的阿梅迪奥·费利萨（Amedeo Felisa）接替莫尔斯出任CEO，罗伯托·费代利（Roberto Fedeli）任首席技术官。
2020年底，阿斯顿·马丁陷入争议，被指控利用报告在英国宣布2030年禁售内燃机车辆后传播有关电动车的争议信息，部分媒体称此事件为“Astongate”。 2020年11月，公关公司Clarendon Communications发布报告，比较不同动力系统的环保影响。报告称电动车需行驶48,000英里（77,000）才能比燃油车减少总体CO2排放，但研究者Auke Hoekstra指出该报告低估燃油车排放且未考虑汽油生产排放，认为电动车仅需16,000–18,000英里（25,700–30,000 公里）即可抵消生产排放。
2022年7月，沙特阿拉伯公共投资基金（PIF）通过7,800萬英鎊股权融资及5.75億英鎊新股发行获得公司16.7%股份及两个董事会席位。此次融资后，沙特基金持股比例仅次于斯特罗尔Yew Tree财团的18.3%，梅赛德斯-奔驰集团持股9.7%。 2023年5月，中国车企吉利控股集團收购公司17%股份。
2023年6月，阿斯顿·马丁与Lucid Motors签署协议，后者将为其首款纯电动车型提供电机、动力总成及电池系统技术支持。作为交换，阿斯顿·马丁将支付现金并授予Lucid公司3.7%的股权，总价值2.32亿美元。
2023年9月，Yew Tree财团增持公司股份3.27%，持股比例升至26.23%。 2023年10月，公司宣布将携Valkyrie赛车于2025年重返FIA世界耐力锦标赛及IMSA卫士泰克跑车锦标赛。
2024年4月，公司宣布将首款电动车量产计划推迟至2027年，理由是需要优先完善混合动力车型矩阵以过渡市场需求。 2024年3月，阿斯顿·马丁任命前宾利CEO阿德里安·霍尔马克（Adrian Hallmark）为新任首席执行官，自2024年10月1日起接替费利萨。
2024年9月，因中国市场需求下滑，阿斯顿·马丁发布盈利预警。 同年11月，因Valiant车型交付延迟，公司再次预警并宣布通过发行新股及债务融资2.1億英镑。
2025年2月，CEO霍尔马克宣布将首款电动车量产进一步推迟至2030年，强调需优先完成混合动力车型的全面布局。 2025年3月31日，Yew Tree财团以每股70便士的价格购入7,500万股，注资5,250萬英镑，持股比例增至33%。

## 车型

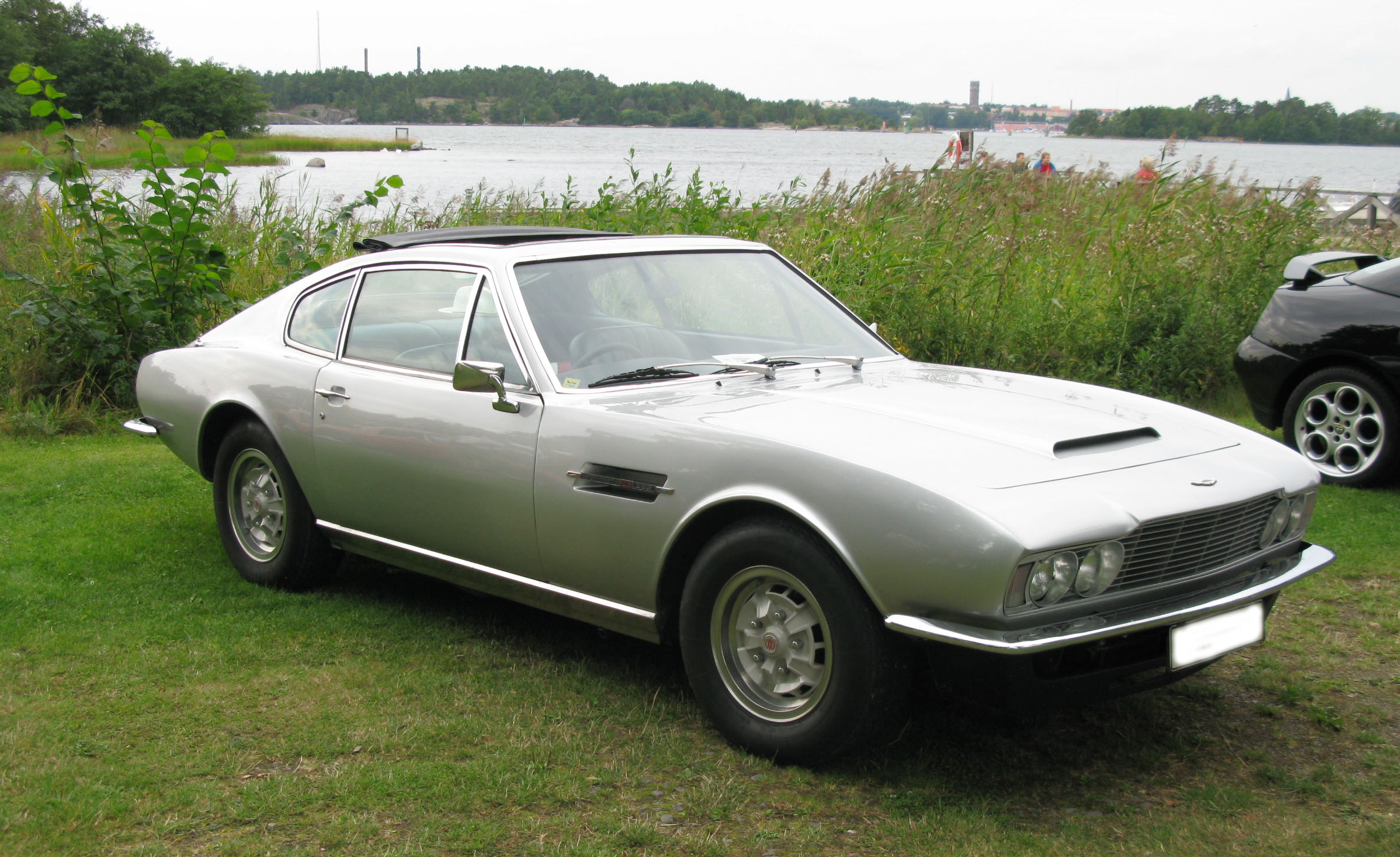
1967 - 1989年 DBS
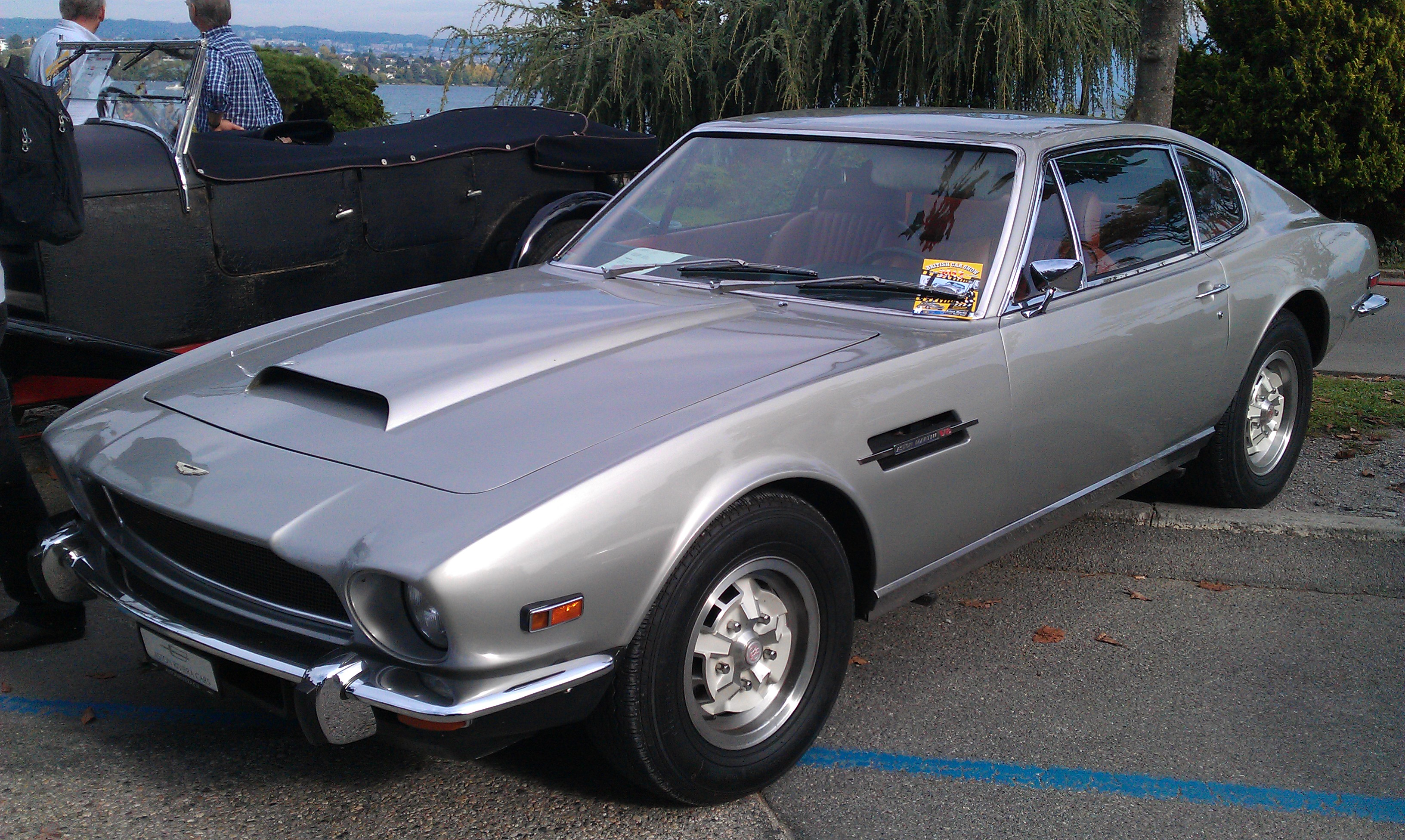
V8
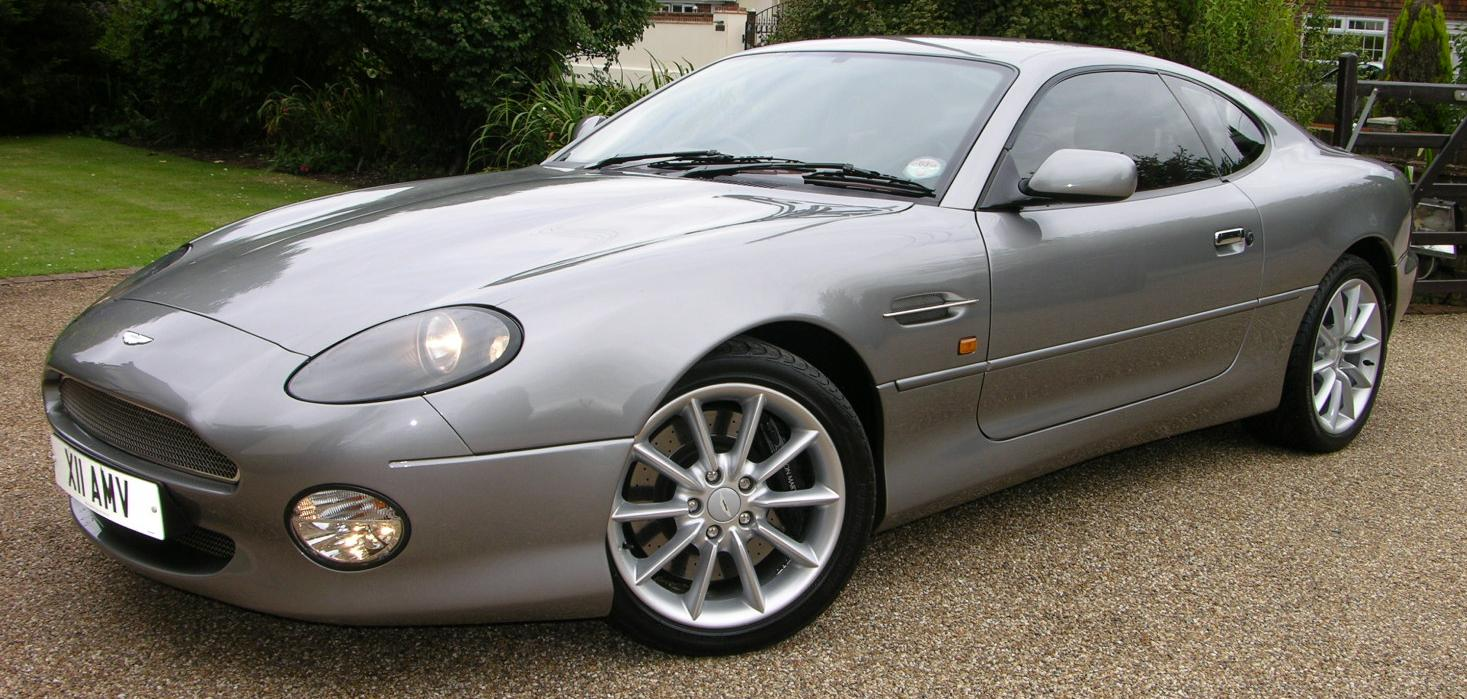
2001年 阿斯顿·马丁 DB7 Vantage
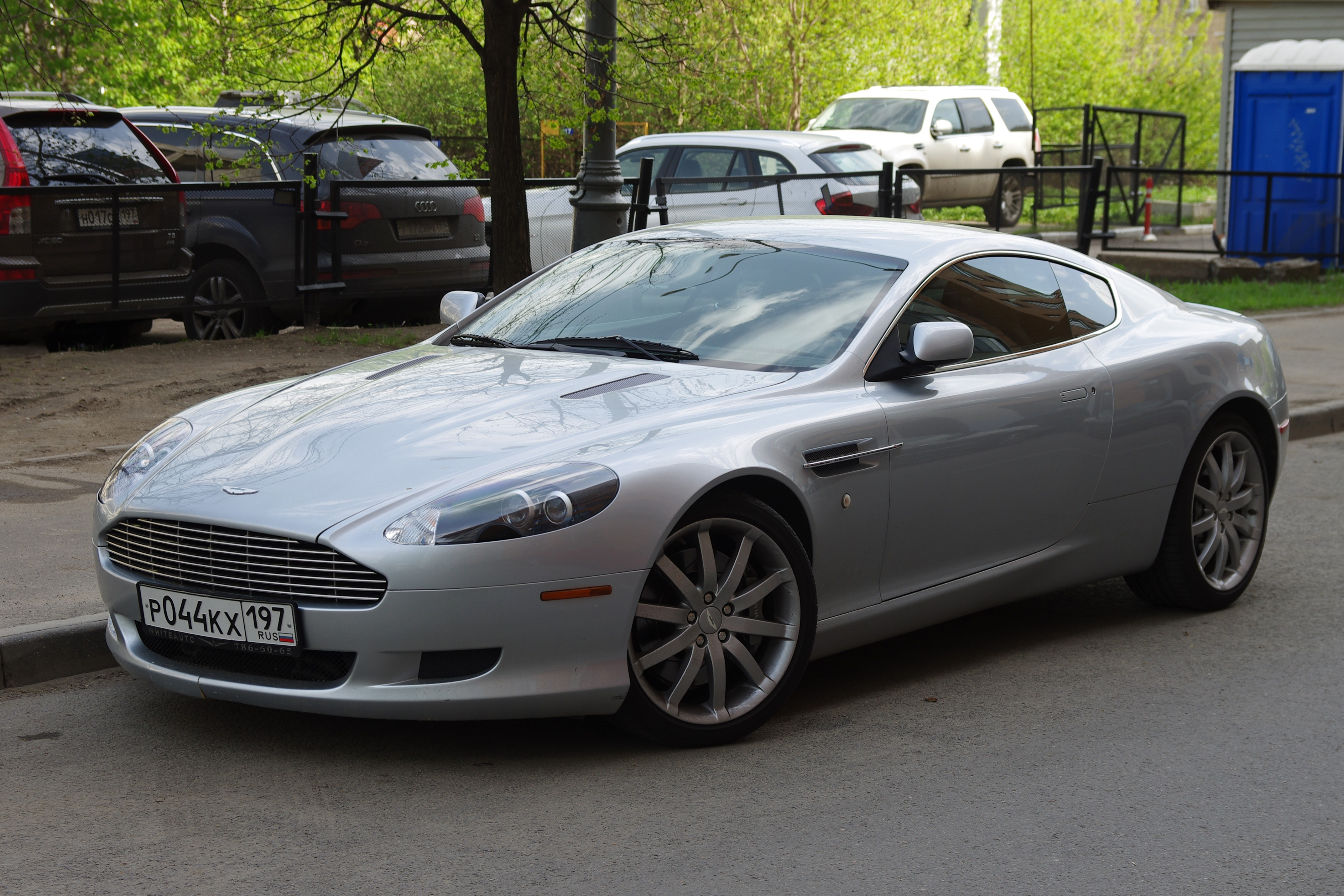
2004年 阿斯顿·马丁 DB9 coupe
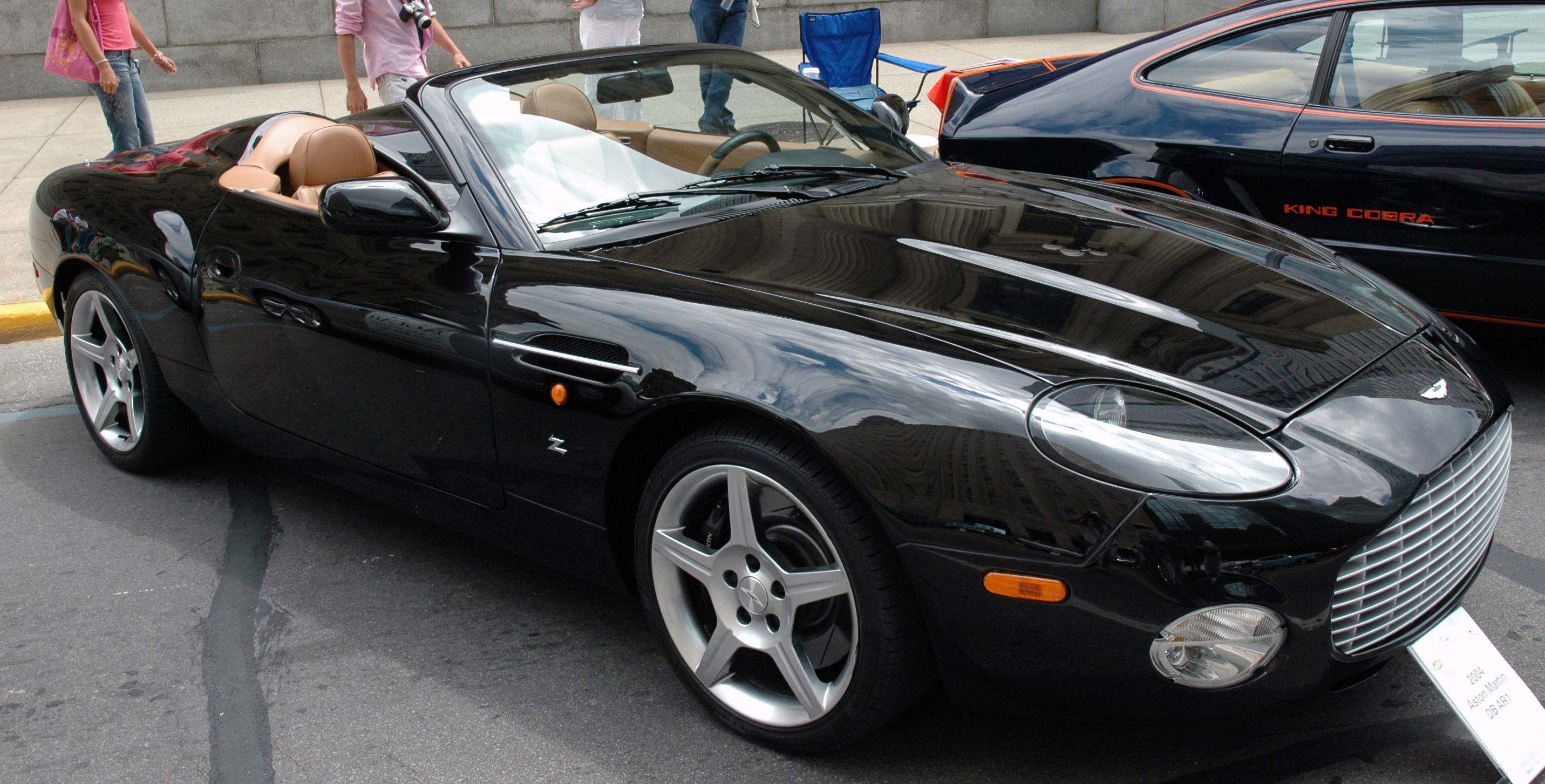
DB AR1 roadster
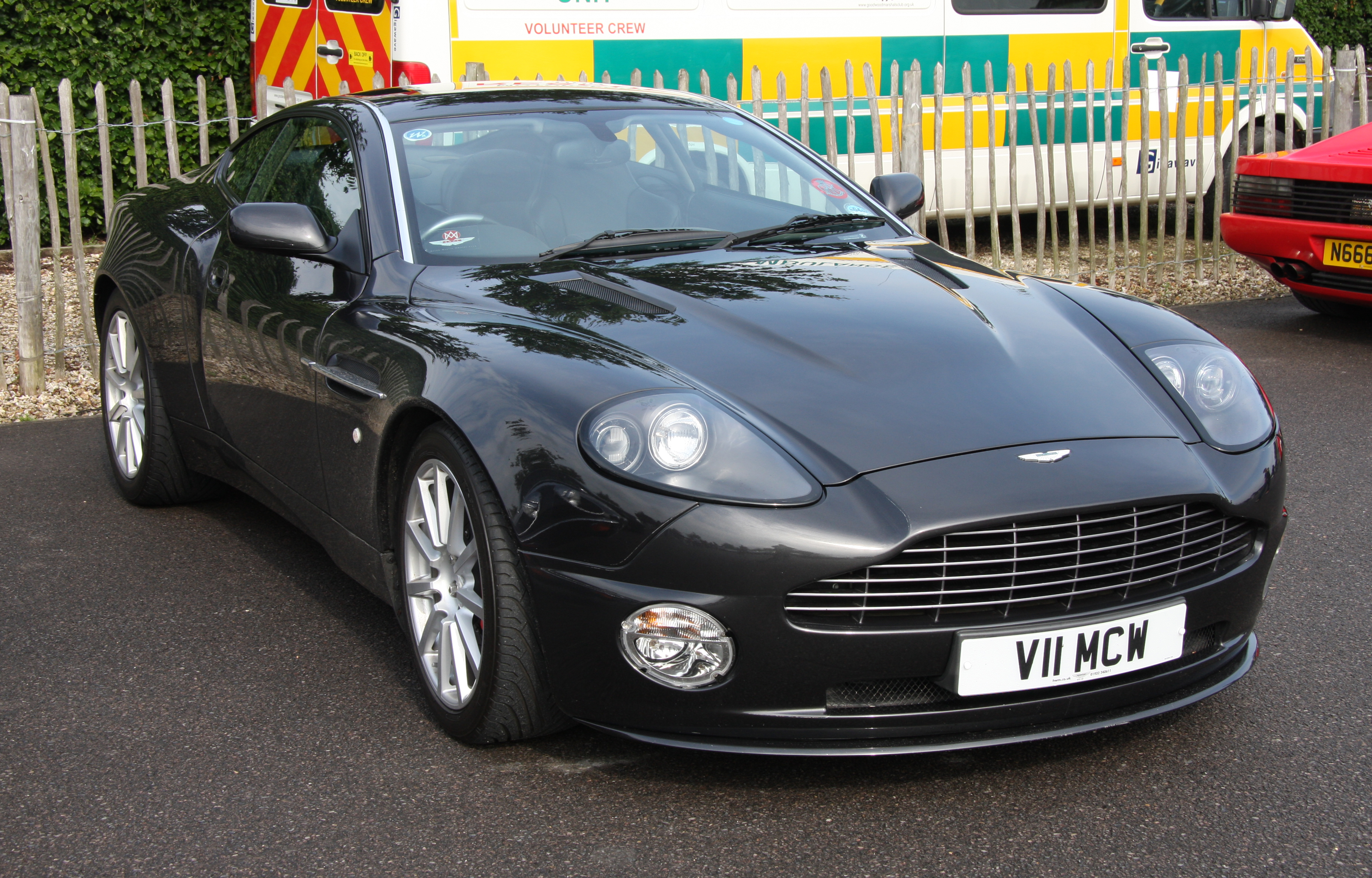
V12 Vanquish
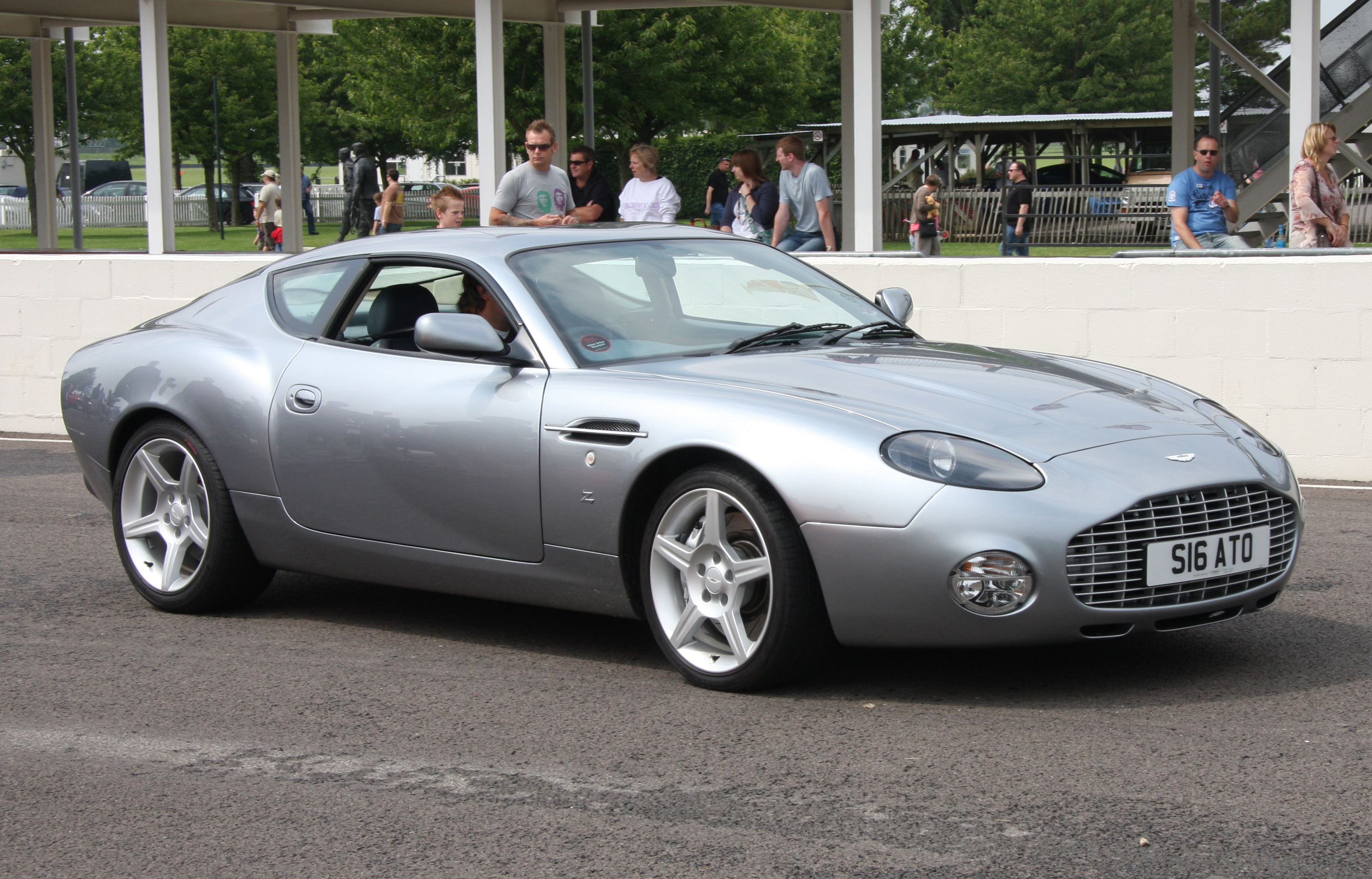
2003年 DB7 Zagato (coupe)
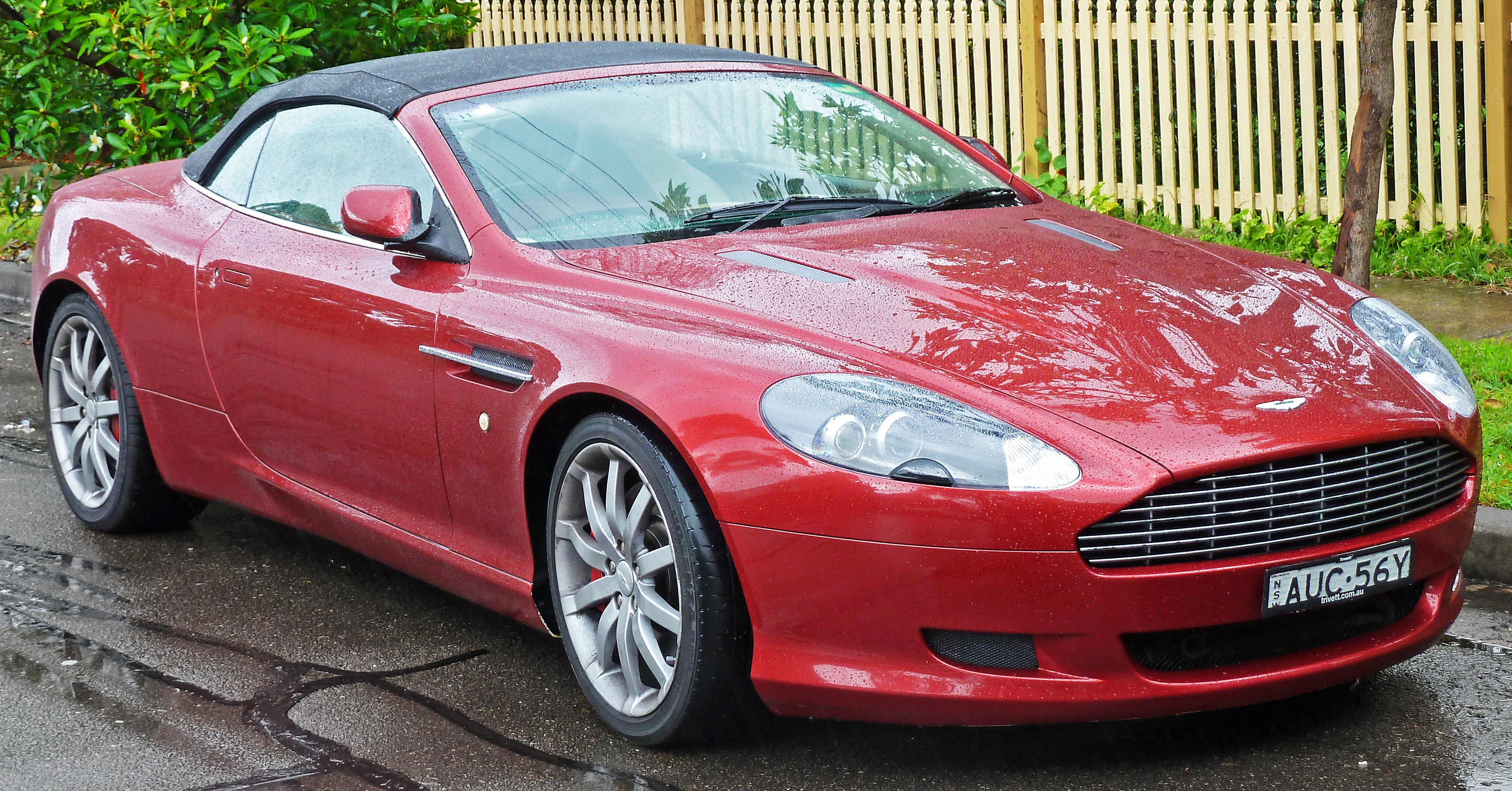
2006年 阿斯顿·马丁 DB9 Volante (敞篷)
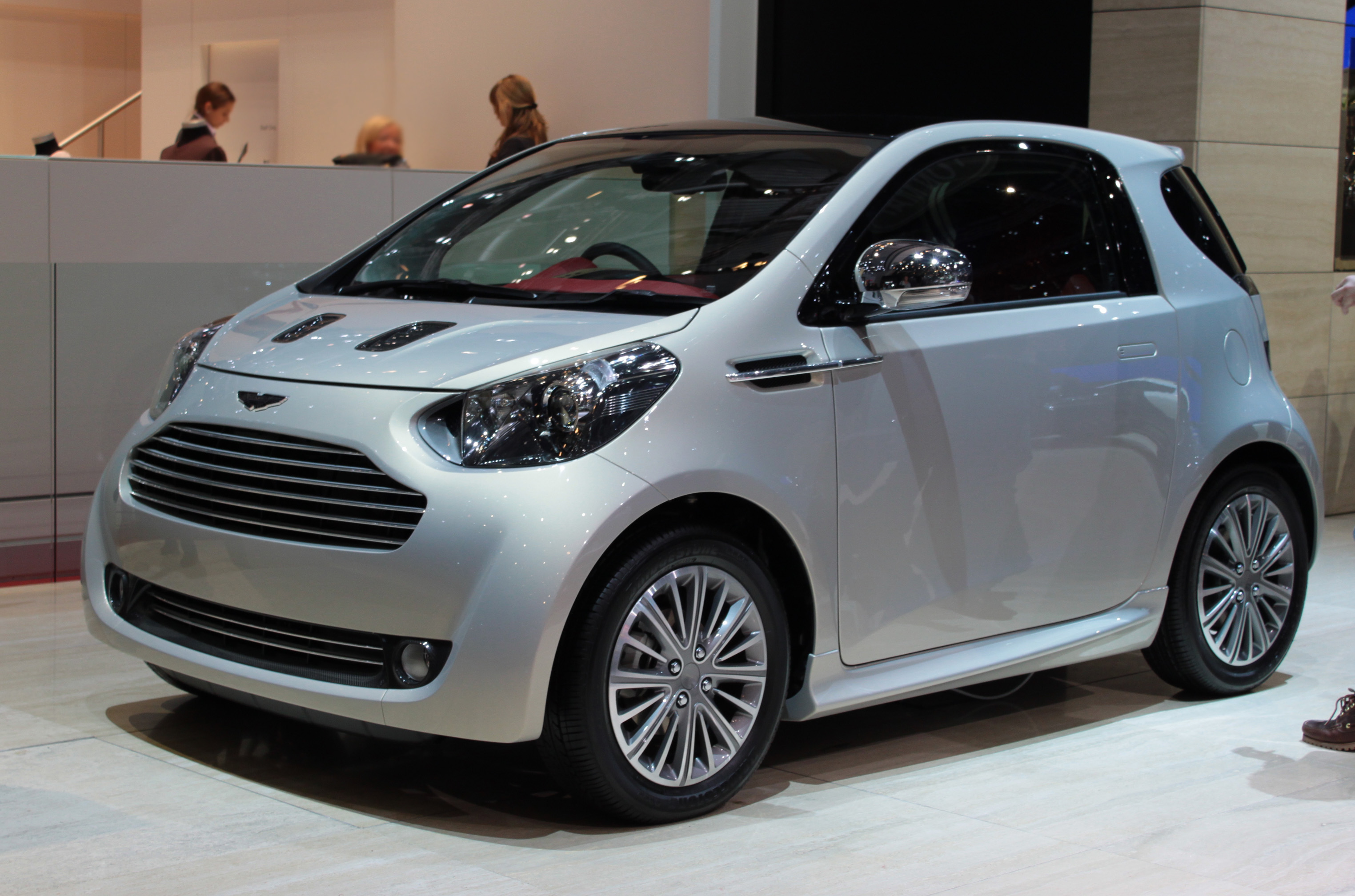
2010年 Aston Martin Cygnet
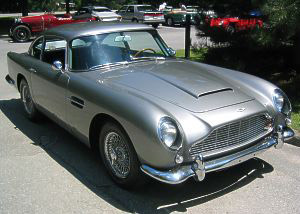
1963-1965年 Aston Mart DB5
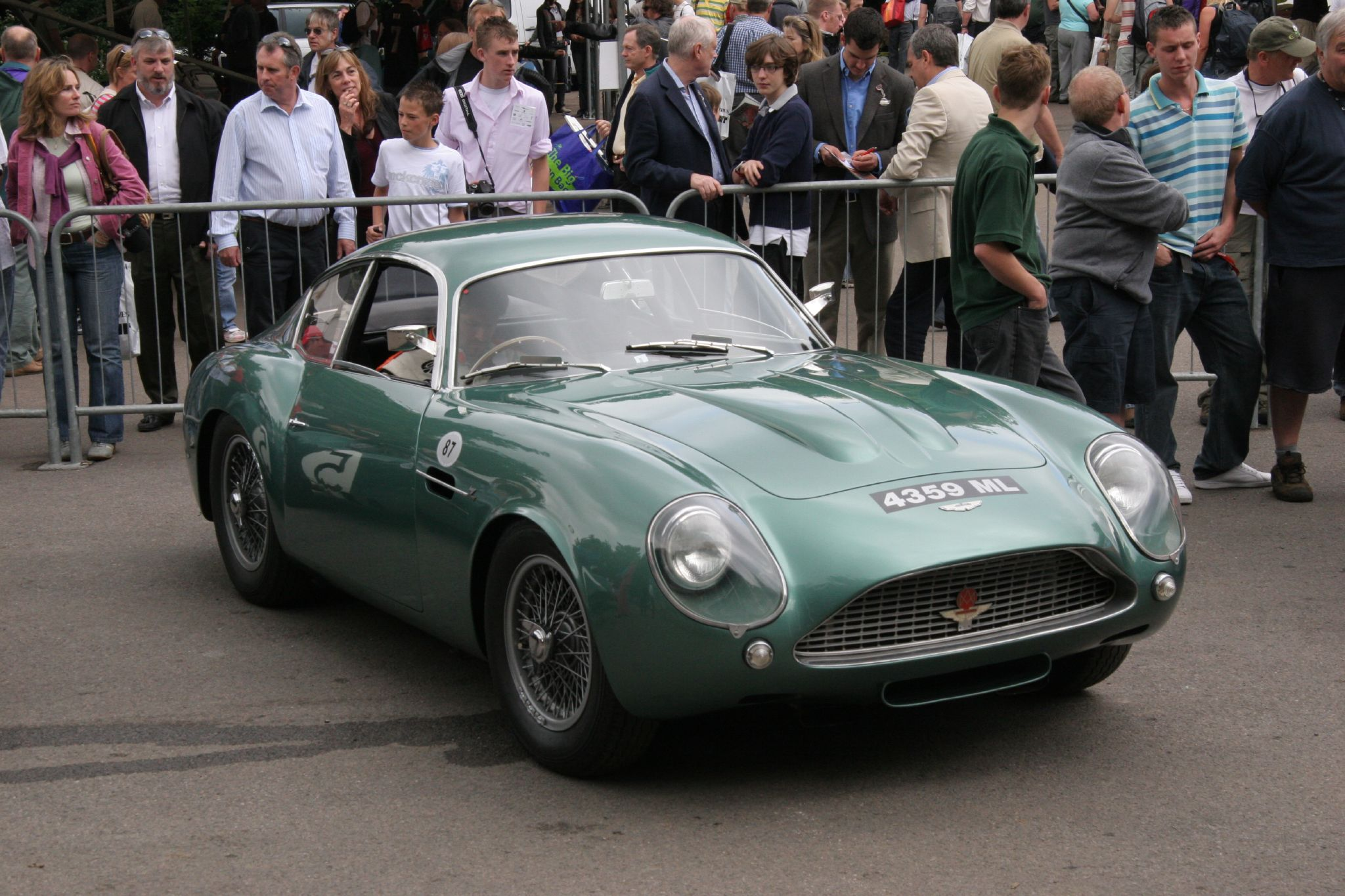
1960-1963年 Aston Martin DB4 Zagato
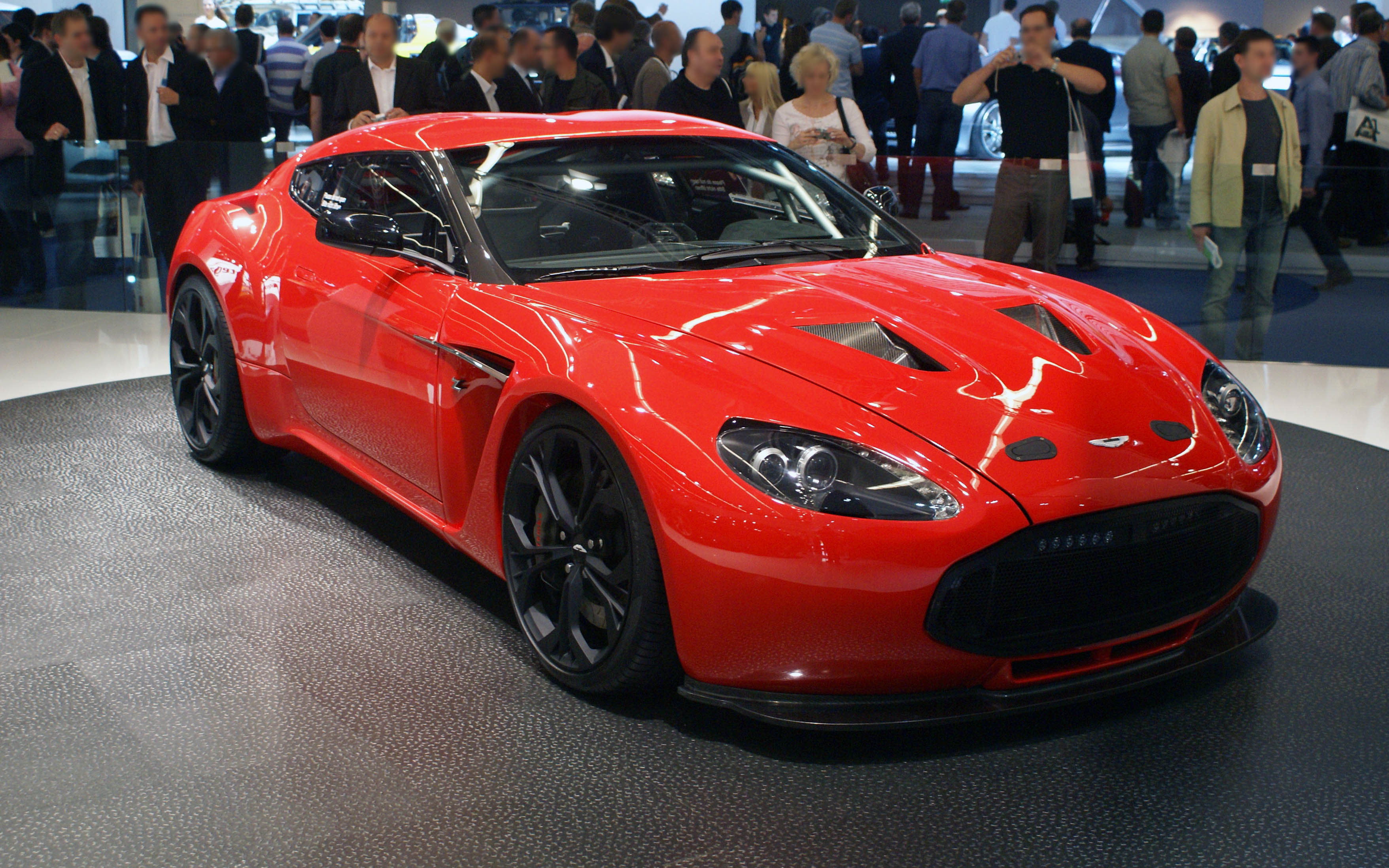
2011年Aston Martin V12 Zagato
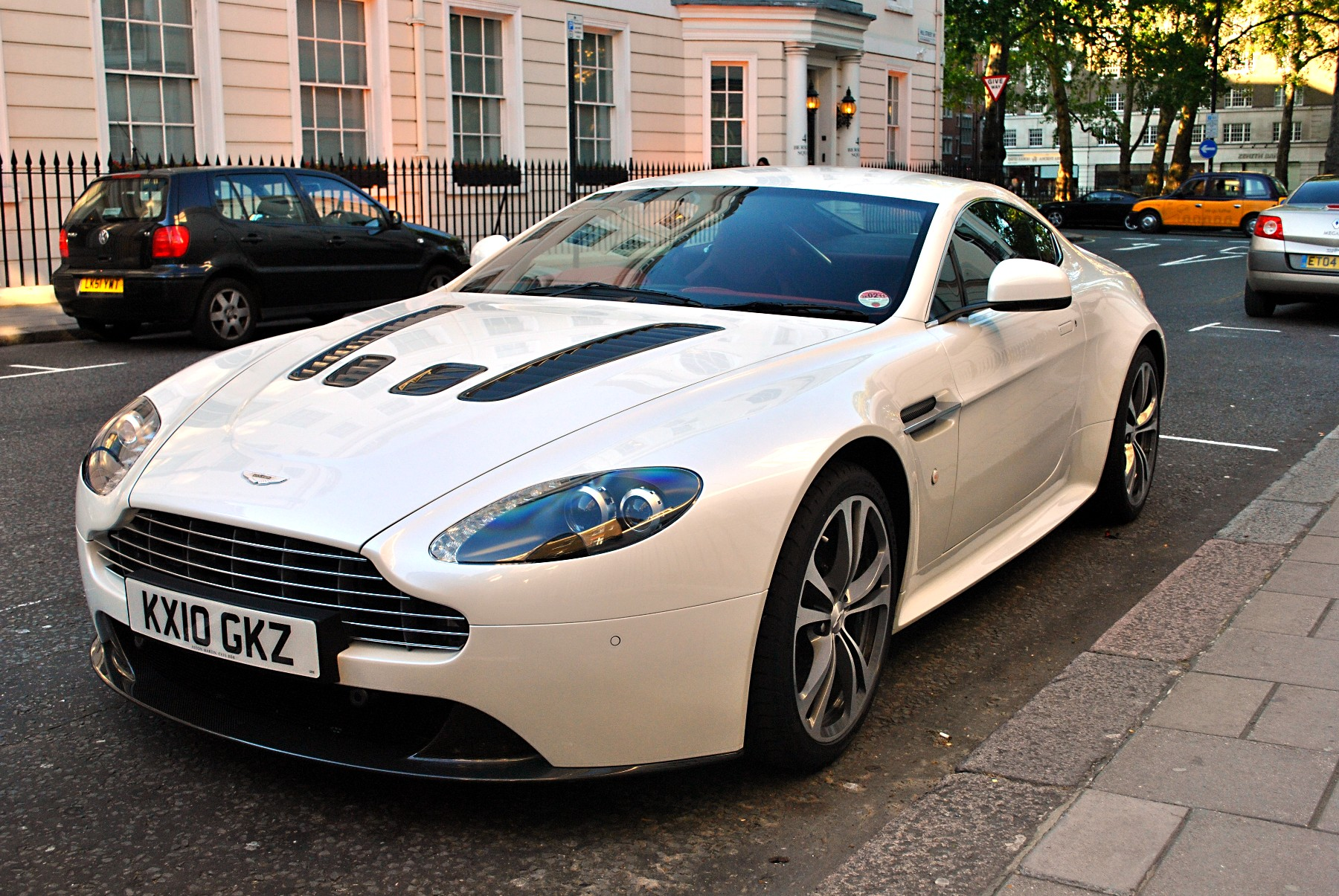
2009年 Aston Martin V12 Vantage
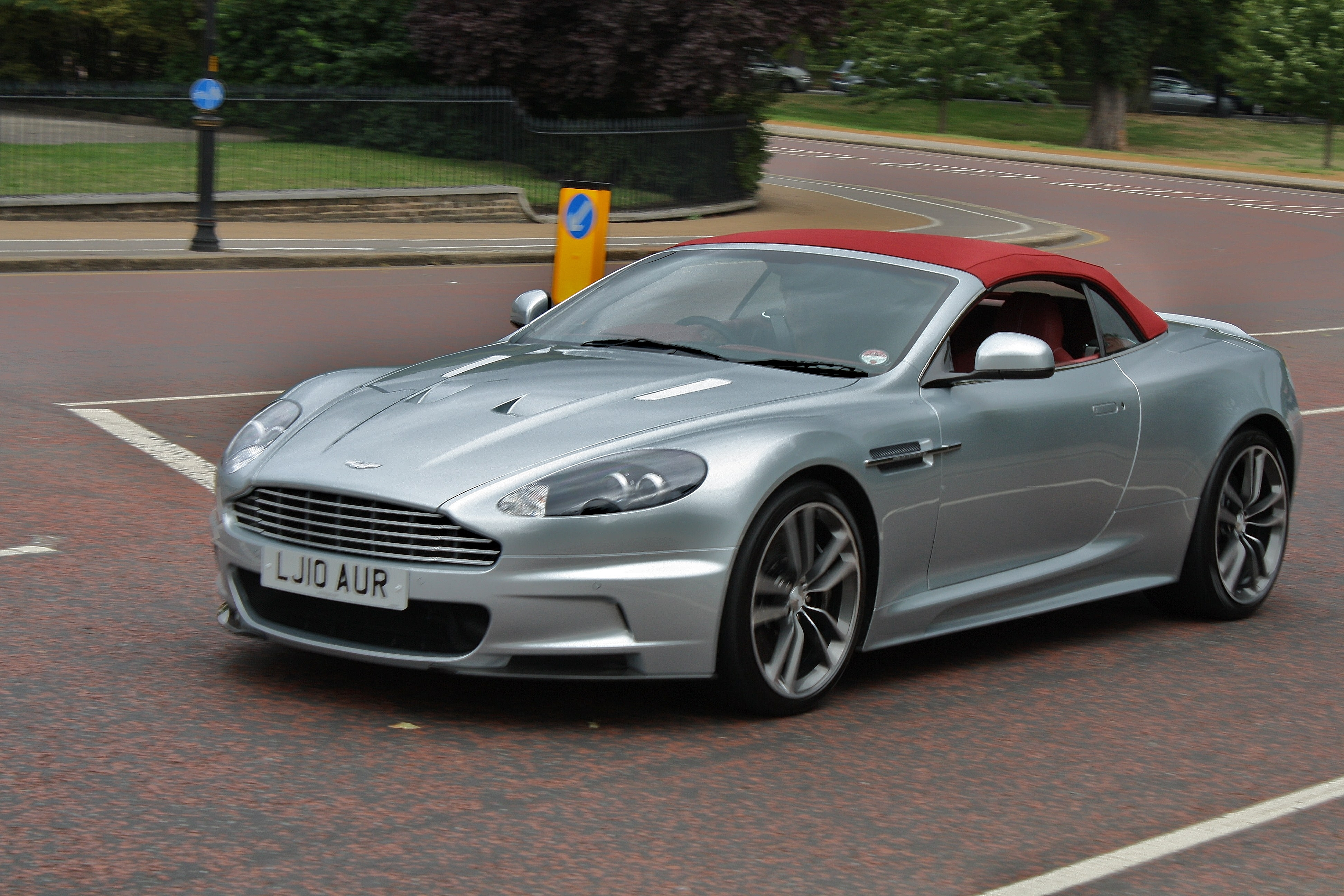
2009年 Aston Martin DBS Volante
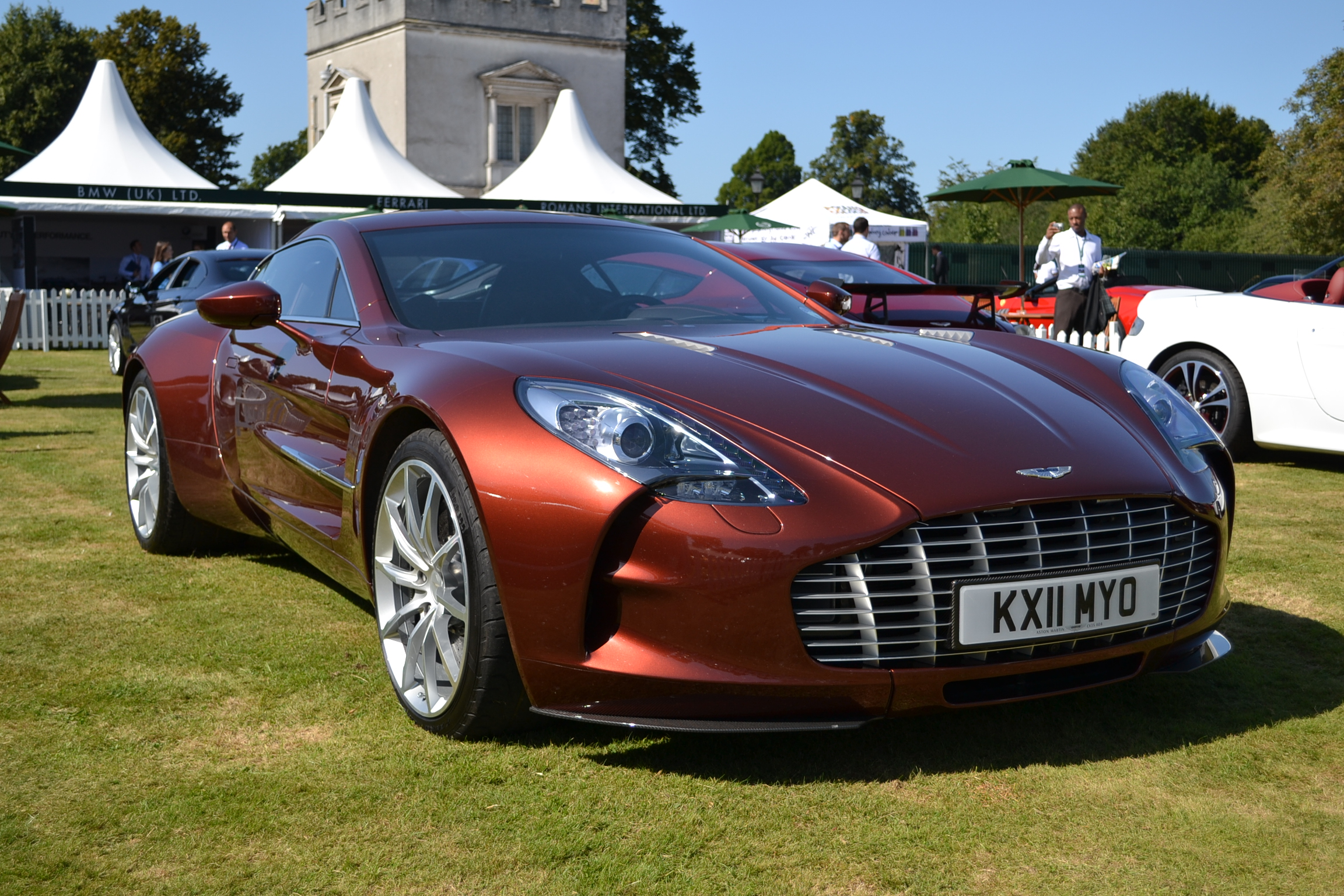
2012年 Aston Martin One-77

阿斯顿·马丁车型的命名有时候容易使人产生混乱。一般来说，高性能的车型大多使用Vantage的名字，而敞篷车多使用Volante。

### 战前车型
- 1921-1925 Aston Martin Standard Sports
- 1927-1932 Aston Martin First Series
- 1929-1932 Aston Martin International
- 1932-1932 Aston Martin International Le Mans
- 1932-1934 Aston Martin Le Mans
- 1933-1934 Aston Martin 12/50 Standard
- 1934-1936 Aston Martin Mk II
- 1934-1936 Aston Martin Ulster
- 1936-1938 Aston Martin 2 litre Speed
- 1937-1939 Aston Martin 15/98
- 1939-1939 Aston Martin 2 litre C-Type
- 1939-1939 Aston Martin atom

### 战后高性能GT车型
- 1948年-1950年 Aston Martin 2-Litre Sports（英语：Aston Martin 2-Litre Sports）
- 1950年-1953年 阿斯顿·马丁DB2（英语：Aston Martin DB2）
- 1953年-1957年 阿斯顿·马丁DB2/4（英语：Aston Martin DB2/4）
- 1957年-1959年 Aston Martin DB Mark III（英语：Aston Martin DB Mark III）
- 1958–1963 阿斯顿·马丁DB4（英语：Aston Martin DB4）
  - 1961–1963 Aston Martin DB4 GT Zagato（英语：Aston Martin DB4 GT Zagato）
- 1963–1965 阿斯顿·马丁DB5
- 1965–1969 阿斯顿·马丁DB6（英语：Aston Martin DB6）
- 1967–1972 阿斯顿·马丁DBS（英语：Aston Martin DBS）
- 1969–1989 阿斯顿·马丁V8（英语：Aston Martin V8）
- 1993–2003 阿斯顿·马丁DB7（英语：Aston Martin DB7）
- 2002–2004 阿斯顿·马丁DB AR1（英语：Aston Martin DB AR1）
- 2004–2016 阿斯顿·马丁DB9（英语：Aston Martin DB9）
- 2005– 2017 Aston Martin V8 Vantage（英语：Aston Martin V8 Vantage (2005)）
- 2016-2023 阿斯顿·马丁DB11（英语：Aston Martin DB11）
- 2023- 阿斯顿·马丁DB12（英语：Aston Martin DB12）

### 战后超级跑车车型
- 1977–1989 Aston Martin V8 Vantage
- 1986–1990 Aston Martin V8 Zagato
- 1989–2000 Aston Martin Virage
  - 1989–1996 Aston Martin Virage/Virage Volante
  - 1993–2000 Aston Martin Vantage
  - 1996–2000 Aston Martin V8 Coupe/V8 Volante
- 2001– Aston Martin V12 Vanquish
  - 2004– Aston Martin V12 Vanquish S
- 2007– Aston Martin DBS

### 其它
- 1961年-1964年 Lagonda Rapide（英语：Lagonda Rapide）
- 1976–1989 Aston Martin Lagonda
- 1980 Aston Martin Bulldog（英语：Aston Martin Bulldog） (concept)
- 1993 Lagonda Vignale（英语：Lagonda Vignale） (concept)
- 2009年-2012年 Aston Martin One-77（英语：Aston Martin One-77）
- 2010– Aston Martin Rapide（英语：Aston Martin Rapide）
- 2010年-2013年 Aston Martin Cygnet（英语：Toyota iQ）

### 目前车型
- Aston Martin V8/V12 Vantage/Roadster
- Aston Martin DB9/DB9 Volante
- Aston Martin Vanquish
- Aston Martin Rapide
- Aston Martin V12 Zagato
- Aston Martin DB11
- Aston Martin DB12
- Aston Martin DBS Superleggera
- Aston Martin Valhalla
- Aston Martin Valkyrie

### 赛车车型总汇
- Aston Martin DB3 (1950-1953)
- Aston Martin DB3S (1953-1956)
- Aston Martin DBR1 (1956-1959)
- Aston Martin DBR2 (1957-1958)
- Aston Martin DBR3 (1958)
- Aston Martin DBR4 (1959)
- Aston Martin DBR5 (1960)
- Aston Martin DP212 (1962)
- Aston Martin DP214 (1963)
- Aston Martin DP215 (1963)
- Aston Martin RHAM/1 (1976-1979)
- Aston Martin AMR1 (1989)
- Aston Martin AMR2 (never raced)
- Aston Martin DBR9 (2005-)
- Aston Martin DBRS9 (2005-)
- Aston Martin V8 Vantage Nürburgring (2006-)
- Aston Martin V8 Vantage Rally GT (2006-)

### 引擎供应
- Lola T70-Aston Martin (1967)
- Nimrod C2-Aston Martin (1981-1984)
- Nimrod C3-Aston Martin (never raced)
- EMKA C83-Aston Martin (1983)
- EMKA C84-Aston Martin (1984-1985)
- Cheetah G604-Aston Martin

## 流行文化
阿斯顿·马丁經常出現在詹姆斯·邦德系列小說和電影中。在007小说《金手指》中，邦德驾驶的是一辆DB3跑车。1964年，当这部小说被搬上荧幕时，邦德驾驶的是一部银色的DB5跑车。在1995年的007影片《黄金眼》及1997年的《明日帝国》中，这部跑车更成了他的私人物品。阿斯顿·马丁系列跑车还在1969年007影片的《女王密使》及1987年的《黎明杀机》中多次出现过。在换用宝马跑车一段时间后，阿斯顿·马丁重新出现在007影片《择日再死》和《007首部曲：皇家夜總會》中。 阿斯顿·马丁也出现在007的最新影片《恶魔四伏》里，里面使用的车辆是DB10。
1969年的电影《偷天换日》（The Italian Job）中，出现过银色的DB4 Convertible
罗温·阿特金森主演的电影《憨豆特派员》（Johnny English，2003年）出现过一辆DB7
2017年1月8日，在《新世紀福爾摩斯》第四季第二集中，哈德森太太開著奧斯頓·馬丁去找約翰。